# Josef Tuch

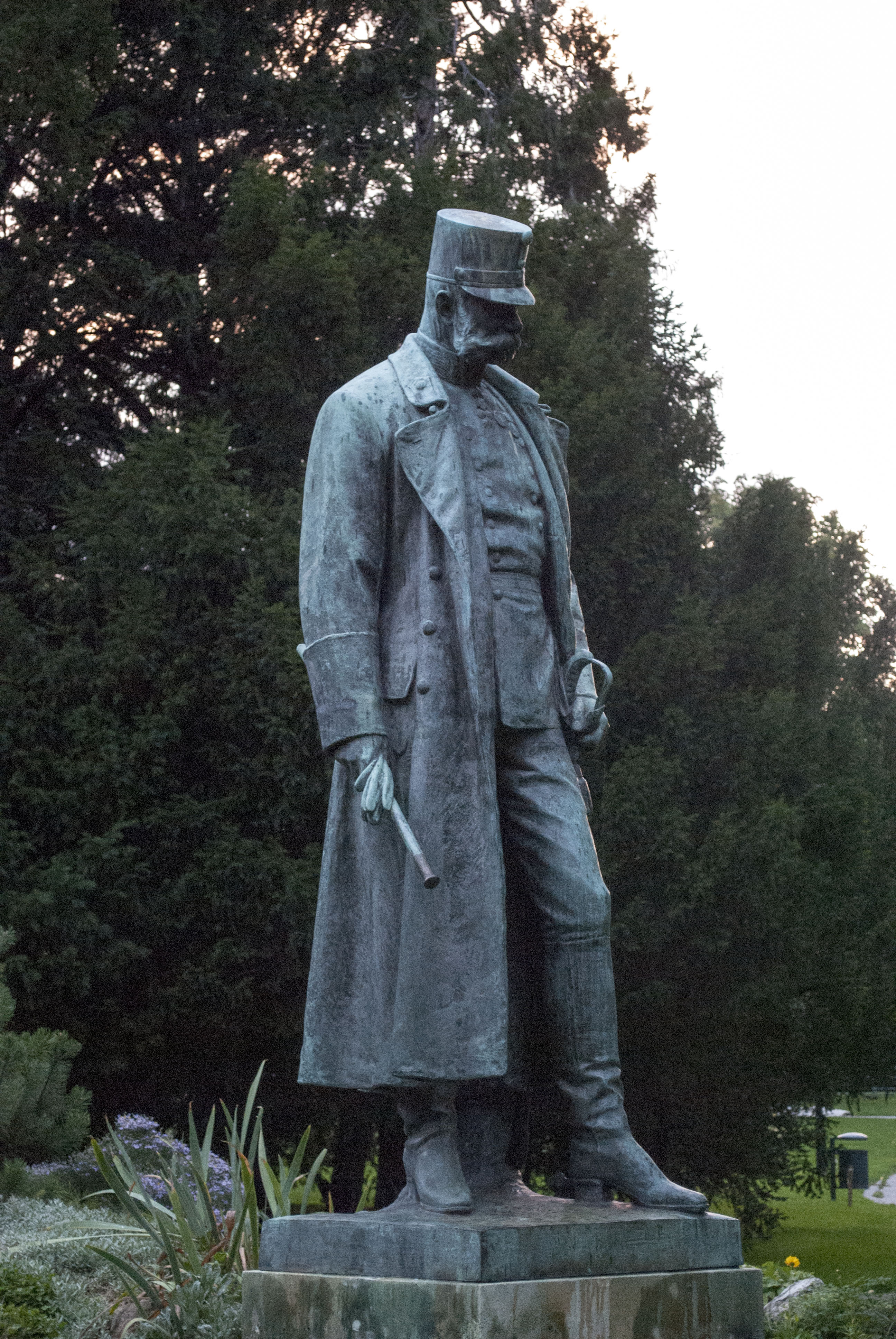
Kaiser Franz Joseph Denkmal im Burggarten von Josef Tuch

Josef Tuch (* 19. März 1859 in Wien; † 8. Juni 1943 ebenda) war ein österreichischer Bildhauer der späten Ringstraßenzeit.

## Leben
Josef Tuch wurde in ärmlichen Verhältnissen in Wien geboren. Er besuchte die Kunstgewerbeschule Wien und erhielt seine Ausbildung zum Bildhauer bei Johannes Benk und Viktor Tilgner, in deren Ateliers er auch tätig war. Er wurde am Wiener Zentralfriedhof bestattet.

## Werke
- Grabdenkmal für Carl Millöcker am Wiener Zentralfriedhof.[5]
- Hesser-Denkmal in Wien.
- Kaiser Franz Josephs Denkmal im Wiener Burggarten, geschaffen für den Stadtpark Wiener Neustadt.[6]
- Denkmal im Park der Theresianischen Militärakademie Wiener Neustadt.